# Lecanora
Lecanora (česky misnička) je rod korovitých lišejníků z čeledi misničkovité, po nichž je pojmenován celý řád Lecanorales. Jedná se o poměrně běžný druh, osídluje například borku stromů, skály i lidmi vytvořené povrchy. Misnička jedlá je považována za biblickou manu.
Plodničky jsou nízce miskovité, téměř terčovité, starší vypouklé a u mnohých druhů pěkně zbarvené. Výtrusy jsou bezbarvé, malé, vejčité a nedělené.